# Espionage Agent
Espionage Agent és un melodrama d'espionatge anterior a la Segona Guerra Mundial produït per Hal B. Wallis el 1939. Dirigida per Lloyd Bacon, Espionage Agent, com moltes pel·lícules de Warner Bros., identifica clarament els alemanys com l'enemic. Això era a diferència de molts altres estudis de cinema durant aquest període que no volien antagonitzar els governs estrangers.
La pel·lícula es va estrenar el 22 de setembre de 1939, l'endemà que el president Franklin D. Roosevelt signés les Lleis de neutralitat que permetia disposicions "Cash and Carry" per als països que lluitaven contra Alemanya i una mica més de quatre mesos després d'una altra pel·lícula antinazi de Warner Bros. Confessions of a Nazi Spy.

## Argument
La pel·lícula comença amb una descripció de l' explosió de "Black Tom" d'un subministrament de municions situat a Jersey City al riu Hudson. L'explosió, que es va produir durant la Primera Guerra Mundial va ser un acte de sabotatge per part d'agents alemanys.
Barry Corvall, fill d'un diplomàtic estatunidenc recentment mort, s'acaba de casar. Quan descobreix que la seva nova dona és una possible agent enemic, renuncia al servei diplomàtic per anar encobert per exposar una xarxa d'espionatge que planeja destruir la capacitat industrial americana abans que esclati la guerra.
Viatjant en un tren a Alemanya, Corvall intenta robar un maletí amb documents per intentar demostrar que els nazis s'han infiltrat en centres industrials vitals als Estats Units. Amb l'ajuda de la seva dona, intenta frustrar els plans d'un l'espia nazi.

## Repartiment
- Joel McCrea com Barry Corvall
- Brenda Marshall com Brenda Ballard
- Jeffrey Lynn com Lowell Warrington
- George Bancroft com Dudley Garrett
- Stanley Ridges com Hamilton Peyton
- James Stephenson com Dr. Anton Rader
- Howard C. Hickman com Walter Forbes
- Martin Kosleck com Karl Mullen
- Nana Bryant com Mrs. Corvall
- Rudolph Anders com Paul Strawn
- Hans Heinrich von Twardowski com Dr. Helm
- Lucien Prival com Decker
- Addison Richards com Bruce Corvall
- Edwin Stanley com secretari d'Estat
- Granville Bates com Phineas T. O'Grady

## Prohibicions
La pel·lícula va ser prohibida a Noruega el gener de 1940. Les autoritats noruegues no van proporcionar cap motiu per a la prohibició només emetent la següent declaració: La pel·lícula anterior no està aprovada per a la seva visualització pública a Noruega.